# Neukirchen (Eisenach)
Neukirchen (ⓘ) ist ein Stadtteil von Eisenach im Wartburgkreis in Thüringen.

## Geografie
Der Ort Neukirchen befindet sich naturräumlich im sogenannten Innerthüringer Ackerhügelland, wozu man die durch Buntsandsteinverwitterung dominierten Bereiche des nördlichen Stadtgebietes von Eisenach zählt. Der historische Ortskern liegt exponiert, etwa 320 m über Meeresspiegelhöhe und befindet sich fünf Kilometer nördlich von Eisenach.
Die Nachbarorte von Neukirchen sind im Osten, Süden und Westen die Stadt Eisenach und deren Stadtteile Berteroda, Hötzelsroda, Stregda und Madelungen. Es folgen im Nordwesten die Gemeinde Krauthausen, Ortsteil Ütteroda sowie der Ortsteil Mihla der Stadt Amt Creuzburg und die Gemeinde Bischofroda.

### Berge und Gewässer
Die höchsten Erhebungen in der Gemarkung Neukirchen sind der Reitenberg (364,9 m ü. NN) und der Lerchenberg (342,8 m ü. NN) – beide sind nördlich der Ortslage befindlich. Nördlich von Neukirchen liegt der Mihlaer Berg (367 m) mit 22 Windkraftanlagen, die weithin das Landschaftsbild beherrschen.
In der Gemarkung entspringt die Böber als Zufluss der Nesse und fließt nach Osten ab. Im westlichen Teil der Gemarkung entspringt der Bach Madel, ein etwa zehn Kilometer langer Zufluss der Werra. Innerorts befinden sich auch zwei Teiche, die man als Viehtränke, Gänseteich und heute auch zur Löschwasserbereitstellung nutzt.

## Geschichte

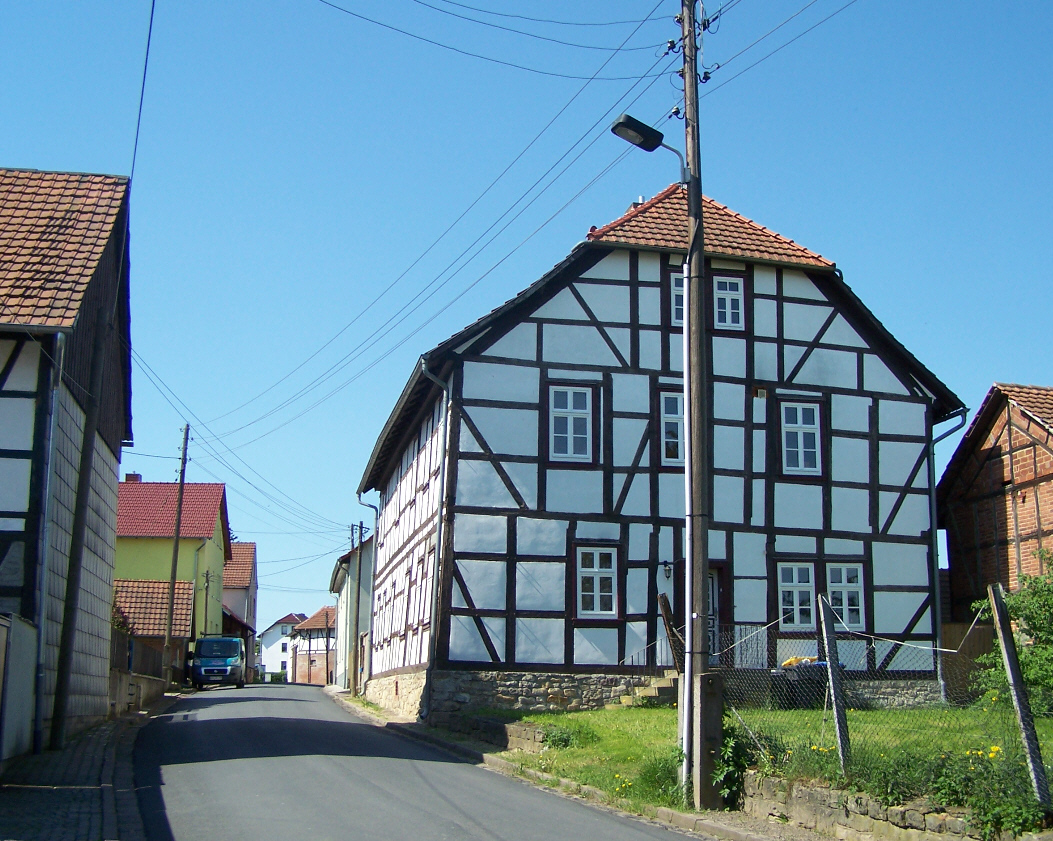
Ortsbild mit Pfarrhaus

Neukirchen wurde am 25. Juli 1299 erstmals urkundlich erwähnt. Bei dem Dorfe „Nuenkyrchen“ wurde ein Grundstück verkauft. Der dabei erzielte Verkaufserlös wurde einer „Kapelle der glücklichen Jungfrau“ am Stadtrand von Eisenach gespendet, die Urkunde wurde sogar in der landgräflichen Kanzlei beglaubigt. Aus der späten Ersterwähnung des Ortes können jedoch keine Rückschlüsse auf das tatsächliche Alter gezogen werden.
Die ersten Bewohner von Neukirchen gehörten zur Urpfarrei der Mihlaer Martinskirche, sie waren somit Untertanen des Erzbischofs von Mainz. Die Siedlung befand sich im Zentrum eines noch dünn besiedelten Gebietes nördlich von Eisenach (Berteroda, Bolleroda, Bischofroda, Hötzelsroda, Ütteroda), in dem die von den Landgrafen von Thüringen im 12. Jahrhundert geförderte Rodungstätigkeit stattfand.
Der Ortsname erinnert an die Weihe einer „Neuen Kirche“, um die seelsorgerische Betreuung der Bewohner von Neukirchen zu erleichtern. Bereits bei der Gründung des Ortes soll es eine Kapelle gegeben haben. Der Ort gehörte im Mittelalter zeitweise zum Amt Creuzburg, später zum Amt Haineck. Im Ort war im 14. Jahrhundert eine zum Landadel gehörende Familie nachweisbar – 1337 tritt ein Hermann von Nurenkirchen, 1354 ein Hans von Nurenkirchen und 1378 noch ein Peter von Nurenkirchen in Erscheinung. Ihr befestigter Wohnsitz könnte sich im Bereich des Stöckhofs am südlichen Ortsrand befunden haben – jetzt modern überbaut. Die historische Ortslage entstand als Straßendorf in einer natürlichen Schutz bietenden Geländesenke (Hohenloher Straße). Die überlieferten Namen der Wege und Gassen im Ort waren Pfarrgasse, Kreuzburger Gasse, alte Gasse, Braugasse, das Gässchen, Stützgässchen und Stoffelsgasse, Pfalzgasse, Steinweg und Stadtweg. Der Ort besaß einen Anger im Dorfzentrum.
Bei Neukirchen kreuzten sich die von Eisenach über Mihla nach Norden führende Mühlhäuser Landstraße und die von Creuzburg nach Osten Richtung Gotha und Waltershausen führende Creuzburger Straße. 1513 gelangte Neukirchen mit dem Verkauf des Amtes Haineck an die Familie des Malteserritters Georg von Hopffgarten, weshalb der Ort seitdem als Exklave zu deren „Hopffgartenschen Gericht“ gehörte. Matthias Schreiber wurde in der Kirchenchronik als erster lutheranischer Pfarrer in Neukirchen erwähnt, er trat 1522 sein Amt an. 1589 wurde die bereits mehrfach ausgebesserte Kapelle durch einen Kirchenneubau ersetzt.
Das 17. Jahrhundert mit dem Dreißigjährigen Krieg brachte dem Ort schwere Prüfungen. 1618 zählte man 44 Gehöfte und Wohnhäuser im Ort, im Folgejahr brannte ein Drittel des Dorfes bei einem Großbrand nieder. 1629 besetzte eine kaiserliche Kompanie aus Tillys Heer das Dorf als Standquartier, nach deren Vertreibung folgten andere Plünderer – die Kirchenchronik erwähnt Österreicher, Kroaten, Bayern und Schweden. 1636 wurde die Pest eingeschleppt, der mehr als 100 Bewohner des Dorfes zum Opfer fielen. 1639 lagen die Äcker brach oder brachten nur geringe Ernte, nun forderte eine Hungersnot und Infektionskrankheiten weitere Todesopfer. Erst 1655 fand im Ort das erste Friedensfest zum Ende des Dreißigjährigen Krieges statt. Bei Neukirchen wurde 1632 der Mihlaer Bauer Claus Raymund von fünf Reitern überfallen und erschossen, daran erinnert das Steinkreuz am westlichen Ortsrand.
Ein tragisches Schicksal hatte auch die 1681 in Nazza verbrannte Hexe Barbara Hager aus Neukirchen zu erdulden. Unter Folter gestand sie, die Hexerei von einer Frau in Madelungen, die als »berüchtigte Zauberin« Frau Schönfeldin bekannt war, erlernt zu haben; bereits 1663 war diese bei einem Familienstreit in einen Hexenprozess in Madelungen verwickelt. Ihr Sohn wurde in einem Hexenprozess des Landes verwiesen.
Neben der Landwirtschaft bildete das Fuhrgewerbe eine wichtige Rolle. Der Ort hatte im 19. Jahrhundert bereits drei Gastwirtschaften. Nach dem Tod seines Vaters übernahm Heinrich Schwerdt (1810–1888) das Amt des Pfarrers in Neukirchen, das er von 1842 bis zu seiner Versetzung als Pfarrer in die Gemeinde Tonna 1860 innehatte. Als Pfarrer von Neukirchen initiierte er verschiedene Maßnahmen zur Anhebung des Bildungsstandes seiner Gemeinde. Er begründete 1838 die wahrscheinlich erste Volksbibliothek in Thüringen, 1839 folgten eine Sonntagsschule für Jungen und eine hauswirtschaftliche Übungsschule für Mädchen. Schwerdt war auch der Leiter des 1840 in Neukirchen veranstalteten Guttenbergfestes – zur Erinnerung an das 400-jährige Jubiläum des Buchdrucks, an dem 2000 Besucher teilnahmen.
Am 27. Juni 1866 trafen preußische und königlich hannoversche Truppen in der Schlacht bei Langensalza aufeinander. Die preußischen Truppen waren in den Tagen zuvor auch über Neukirchen und Berteroda über den Hainich vorgerückt. Bereits am 24. Juni war der hannoversche Offizier, Ernst v. Linsingen am Weg nach Berteroda gefallen, als er bei einem Aufklärungsritt von einem Trupp preußischer Husaren gestellt wurde. An diesen Vorfall erinnert ein gusseisernes Gedenkkreuz am Straßenrand vor Neukirchen.
Von 1816 bis 1918 bildete Neukirchen eine Enklave im Großherzogtum Sachsen-Weimar-Eisenach, der Ort gehörte in dieser Zeit zum Herzogtum Sachsen-Coburg und Gotha. Gegenüber der Kirche wurde nach 1900 ein neues Schulgebäude errichtet, sie bot Platz für acht Schulklassen. Der Erste Weltkrieg forderte 18 Opfer aus der Neukirchner Bevölkerung. Nach der Auflösung der Fürstentümer 1918 wurde der Ort Teil des thüringischen Landkreises Eisenach.
Die vermutlich 1843 erbaute Bockwindmühle, lange Zeit ein Wahrzeichen des Ortes, brannte 1922 nieder.
Im Zweiten Weltkrieg verloren 48 Neukirchner ihr Leben, andere litten in Gefangenschaft oder kehrten als Invaliden in die Heimat zurück. Am 1. April überrannten amerikanische Kampfeinheiten Abwehrstellungen der Wehrmacht bei Creuzburg und Hörschel. Von der russischen Militärverwaltung wurde ein Neukirchner Bürger verhaftet und in das Internierungslager im ehemaligen KZ Buchenwald verbracht, wo er ums Leben kam. Die Neukirchner Bauern waren Kleinbauern, ihre Böden wenig ertragreich und lagen weit verstreut. 1946 wurde die Bodenreform durchgeführt. Ab 1958 begannen die ersten Bauern sich in einer LPG zusammenzuschließen, bereits 1960 waren alle Bauern in der LPG Typ I. Die kulturellen und materiellen Lebensbedingungen verbesserten sich in den 1970er Jahren, als der Ort eine Kanalisation, gepflasterte Straßen und ein Kulturhaus erhielt.
Auf dem Reitenberg bei Neukirchen wurde 1977 bis 1979 eine Milchviehanlage für 1930 Kühe erbaut. Südlich von Neukirchen wurde ein Agrarflugplatz eingerichtet, der vom Interflug-Betrieb Agrarflug genutzt wurde. Die Mehrzahl der Bewohner arbeitete als Berufspendler in Eisenacher Betrieben. Nach dem Beitritt zur Gemeinde Lerchenberg im Jahre 1991 erfolgte 1994 die Eingemeindung in die Stadt Eisenach. Am südlichen Ortsrand entwickelte sich eine Neubausiedlung, im Jahr 1999 besaß Neukirchen 643 Einwohner und 163 Wohnhäuser. Dicht südlich der Gemeinde entstand seit Januar 2008 als Teil der Verkehrsprojekte Deutsche Einheit (VDE Nr. 15) ein neuer Trassenabschnitt der Bundesautobahn 4 – die „Nordverlegung Eisenach“ im Bereich der Hörselberge, welche Anfang Januar 2010 für den Verkehr freigegeben wurde.
Zum Erhalt des in den 1976 eröffneten Kulturhauses gründete sich 2023 eine Interessengemeinschaft, die das Gebäude ehrenamtlich betreibt.

## Verkehr
Die Ortslage wird durch die Landesstraßen L1016 Eisenach–Neukirchen–Mihla und L2114 Neukirchen–Bischofroda–Mihla angebunden. Die Ortsverbindungsstraße nach Hötzelsroda ist unbefestigt. Die nächstgelegene Anschlussstelle ist seitdem Eisenach-Ost in der Gemarkung Großenlupnitz.
Eisenbahnanschluss besteht am Bahnhof Eisenach, der ehemals nächstgelegene Bahnhof in Mihla an der Bahnstrecke Schwebda–Wartha wurde 1968 stillgelegt. Dem Luftverkehr dient der nahe Flugplatz Eisenach-Kindel in der Gemarkung Wenigenlupnitz.
Durch Neukirchen verkehren die Buslinien 160 und 161 des Verkehrsunternehmen Wartburgmobil.

## Sehenswürdigkeiten

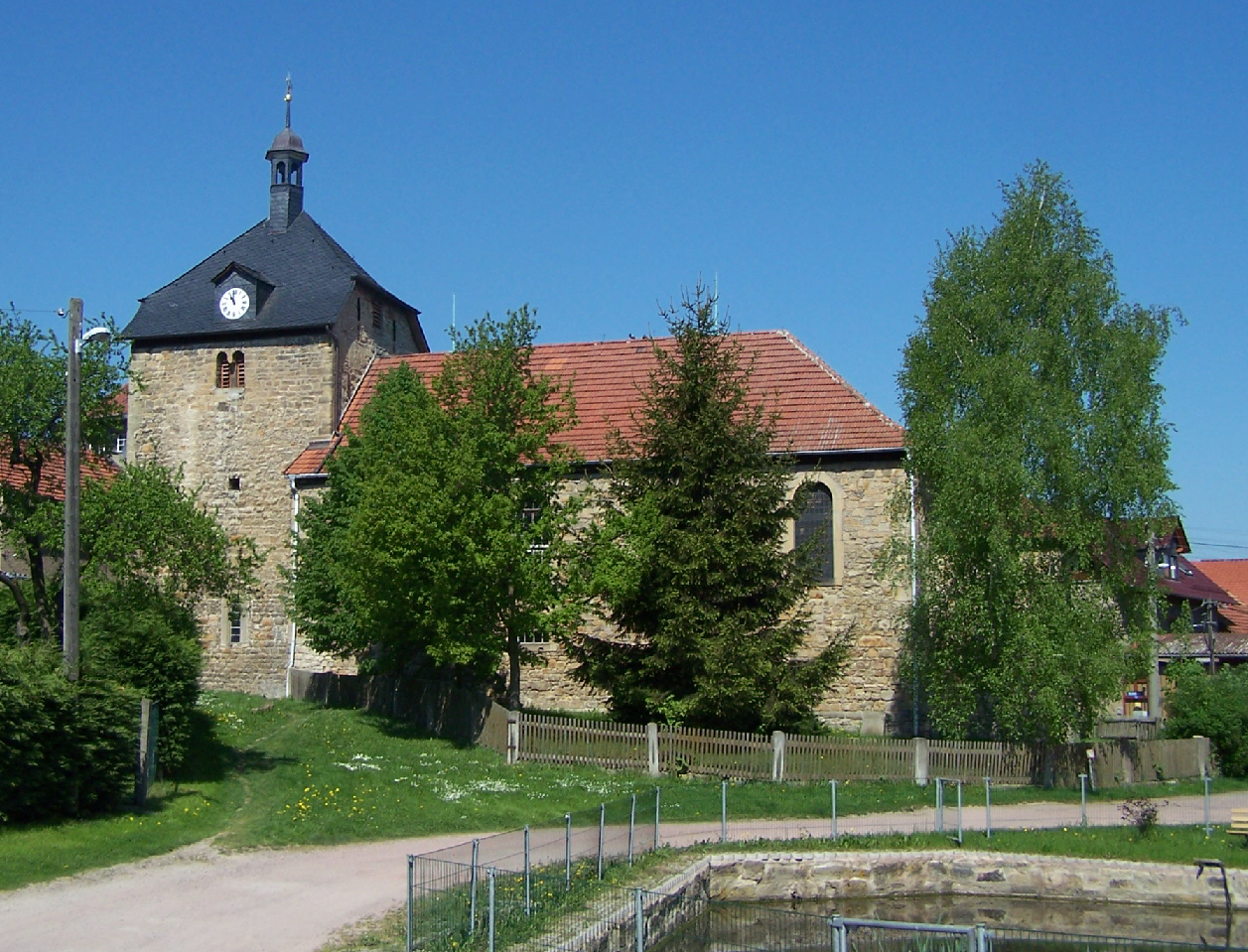
St.Ulrich – Südansicht

Die Neukirchener Kirche wurde wahrscheinlich ausgehend von der Mihlaer Urpfarrei Münsterkirchen begründet. Aus dem Patronats-Namen St. Ulrich ist zu schließen, dass die in Neukirchen erbaute Kirche in die Zeit um 1320 bis 1350 zu datieren ist, besonders in diesem Zeitraum war St. Ulrich ein sehr beliebter Heiliger und Schutzpatron.
Weitere Sehenswürdigkeiten im Ort sind
- Fachwerkhöfe in der Ortslage
- das 1721 erbaute Pfarrhaus mit drei Nebengebäuden
- das als Schwedenkreuz bezeichnete Steinkreuz
- das Gedenkkreuz für Lt. Ernst v. Linsingen an der Berterodaer Straße

## Wirtschaft
In Neukirchen befinden sich die Standorte der Wartburgblick-agrar GmbH & Co. KG Neukirchen – Reitenberg und der Kirchenwind GmbH (Windenergiepark Neukirchen).

## Persönlichkeiten
- Heinrich Schwerdt (* 7. Januar 1810 in Neukirchen; † 2. September 1888 in Waltershausen), Pfarrer, Pädagoge, Politiker und Schriftsteller.